# Almuth Schult
Almuth Schult (Dannenberg, 1991. február 9. –) német női válogatott labdarúgó, aki jelenleg a VfL Wolfsburg játékosa.

## Pályafutása

### Klub
Ötévesen kezdett ismerkedni a labdarúgással az SG Gartow csapatánál. 2007-ben csatlakozott a Hamburger SV együtteséhez. Egy szezont követően személyes okok miatt távozott és a Regionalligában szereplő Magdeburg FFC-be igazolt. Első szezonjába feljutottak a másodosztályba, majd 2011-ben az élvonalban szereplő SC 07 Bad Neuenahr játékosa lett. 2013 májusában bejelentette, hogy a VfL Wolfsburg csapatába igazolt. Az első szezonjában megnyerte a klubbal a Női Bajnokok Ligáját és a bajnokságot.

### Válogatott
A 2008-as U17-es női labdarúgó-világbajnokságon bronzérmesként zárt a válogatottal. A hazai rendezésű 2010-es U20-as női labdarúgó-világbajnokságon első számú kapusként vett részt, a döntőben Nigériát 2–0-ra győzték le. A felnőtt válogatottban 2011-ben lett kerettag és részt vett az az évi hazai rendezésű női labdarúgó-világbajnokságon, a negyeddöntőben a későbbi győztes japán női labdarúgó-válogatott ellen estek ki. 2012. február 15-én debütált a török női labdarúgó-válogatott ellen. Nadine Angerer visszavonulását követően első számú hálóőr lett a válogatottban és részt vett a 2016-os nyári olimpián, aranyérmesként távozott.

## Sikerei, díjai

### Klub
- VfL Wolfsburg
  - Női Bundesliga: 2013–14, 2016–17
  - Német kupa: 2014–15, 2015–16, 2016–17
  - UEFA Női Bajnokok Ligája: 2013–14

### Válogatott
- Németország U20
  - U20-as női labdarúgó-világbajnokság: 2010
- Németország
  - Női labdarúgó-Európa-bajnokság: 2013
  - Algarve-kupa: 2012, 2014
  - Olimpia: 2016

### Egyéni
IFFHS Világ legjobb női kapusa: 
- - Győztes: 2014[9]
  - Ezüstérmes: 2016[10]